# Spinout (album)
Spinout er en LP-plade fra november 1966 med Elvis Presley, udsendt på RCA med nummeret RCA LSP/LPM-3702. (Betegnelsen LSP ell. LPM foran et serienummer var RCA's angivelse af, hvorvidt LP'en var optaget i hhv. stereo eller mono.)
Albummet rummer soundtracket fra Presley-filmen Spinout, som ligeledes havde premiere i november 1966. Der var indlagt i alt ni sange med Elvis Presley i filmen, disse er alle på soundtracket. LP'en indeholdt tillige tre bonussange, som ikke havde tilknytning til filmen, men primært er tilført for at give LP'en tilstrækkeligt indhold.
I Europa (og dermed også Danmark) blev soundtracket døbt California Holiday, ligesom også filmen blev, men er i dag bedst kendt som Spinout.

## Personerne bag albummet
Folkene bag LP'en er:
- George Stoll, producer
- Felton Jarvis, producer
- Elvis Presley, sang
- Scotty Moore, guitar
- Chip Young, guitar
- Harold Bradley, guitar
- Tommy Tedesco, guitar
- Tiny Timbrell, guitar
- Pete Drake, steel guitar
- Charlie McCoy, mundharpe
- Floyd Cramer, klaver
- Charlie Hodge, klaver
- Henry Slaughter, klaver
- David Briggs, orgel
- Bob Moore, bas
- Henry Strzelecki, bas
- D.J. Fontana, trommer
- Murrey "Buddy" Harman, trommer
- Homer "Boots" Randolph, saxofon
- Rufus Long, saxofon
- Ray Stevens, trompet
- The Jordanaires, kor
- The Imperials, kor
- Millie Kirkham, kor
- June Page, kor
- Dolores Edgin, kor
- Sandy Posey, kor

## Sangene
De første ni sange på pladen blev indspillet i midten af februar 1966 hos Radio Recorders i Hollywood, Californien, mens de sidste tre numre blev indspillet i maj/juni hos RCA i Nashville, Tennessee.
LP'en indeholdt følgende 12 sange:

### Side 1
- "Stop Look And Listen" (Joy Byers)

indspillet 16. februar 1966
- "Adam And Evil" (Fred Wise, Randy Starr)

indspillet 17. februar 1966
- "All That I Am" (Roy C. Bennett, Sid Tepper)

indspillet 17. februar 1966
- "Never Say Yes" (Doc Pomus, Mort Shuman)

indspillet 17. februar 1966
- "Am I Ready" (Roy C. Bennett, Sid Tepper)

indspillet 16. februar 1966
- "Beach Shack" (Bernie Baum, Bill Giant, Florence Kaye)

indspillet 16. februar 1966

### Side 2
- "Spinout" (Ben Weisman, Dolores Fuller, Sid Wayne)

indspillet 17. februar 1966
- "Smorgasbord" (Roy C. Bennett, Sid Tepper)

indspillet 16. februar 1966
- "I'll Be Back" (Ben Weisman, Sid Wayne)

indspillet 17. februar 1966
- "Tomorrow Is A Long Time" (Bob Dylan) – 'bonussang'

indspillet 25. maj 1966
- "Down In The Alley" (Jesse Stone) – 'bonussang'

indspillet 25. maj 1966
- "I'll Remember You" (Kuiokalani Lee) – 'bonussang'

indspillet 10. juni 1966